# Erythrococca natalensis
Erythrococca natalensis är en törelväxtart som beskrevs av David Prain. Erythrococca natalensis ingår i släktet Erythrococca och familjen törelväxter.
Artens utbredningsområde är KwaZulu-Natal. Inga underarter finns listade i Catalogue of Life.